# Bathyporeia guilliamsoniana
Bathyporeia guilliamsoniana is een gravend kniksprietkreeftje uit de familie Bathyporeiidae. De wetenschappelijke naam van de soort is voor het eerst geldig gepubliceerd in 1857 door Charles Spence Bate.